# 스타로나고리차네

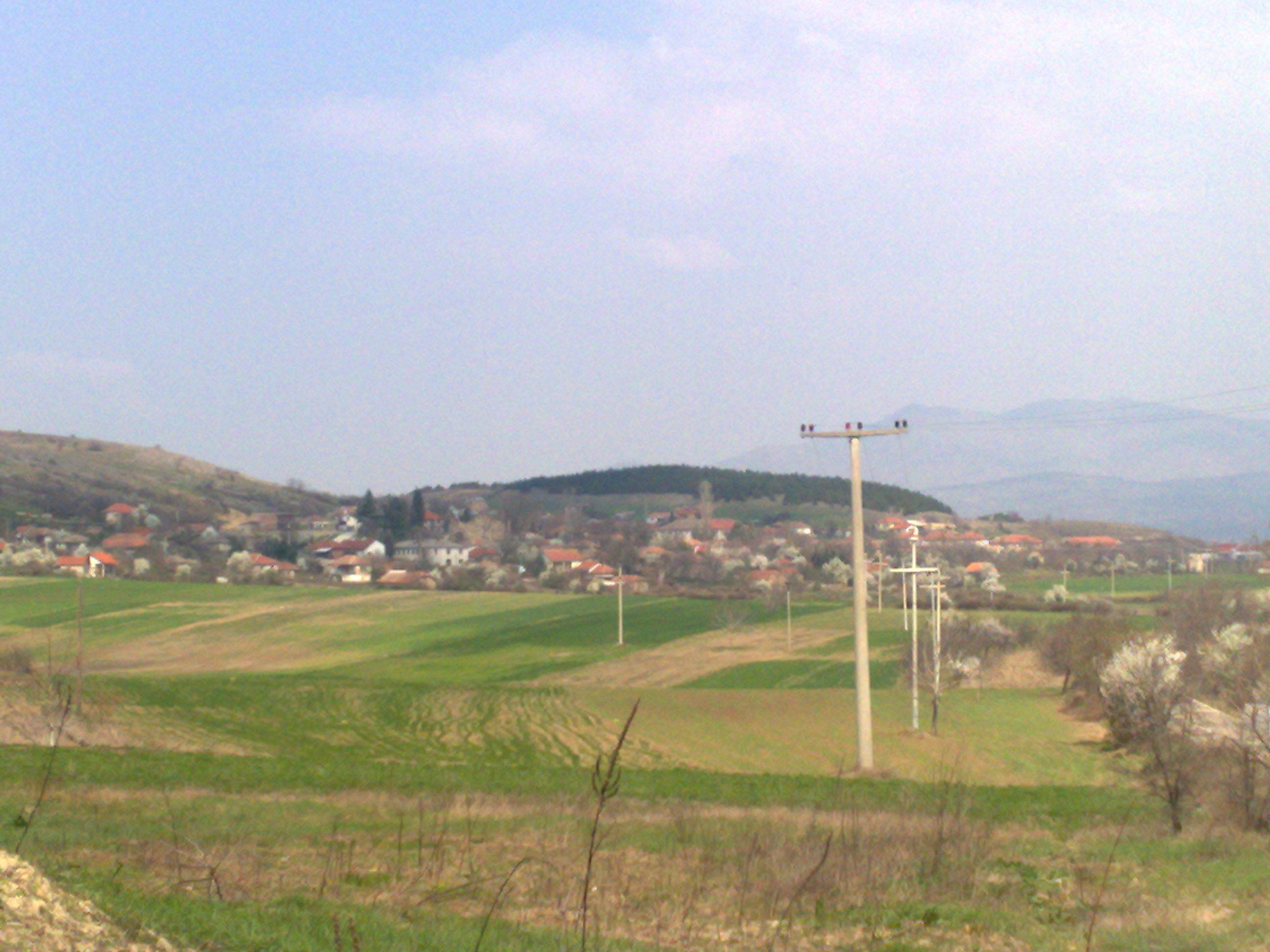
스타로나고리차네

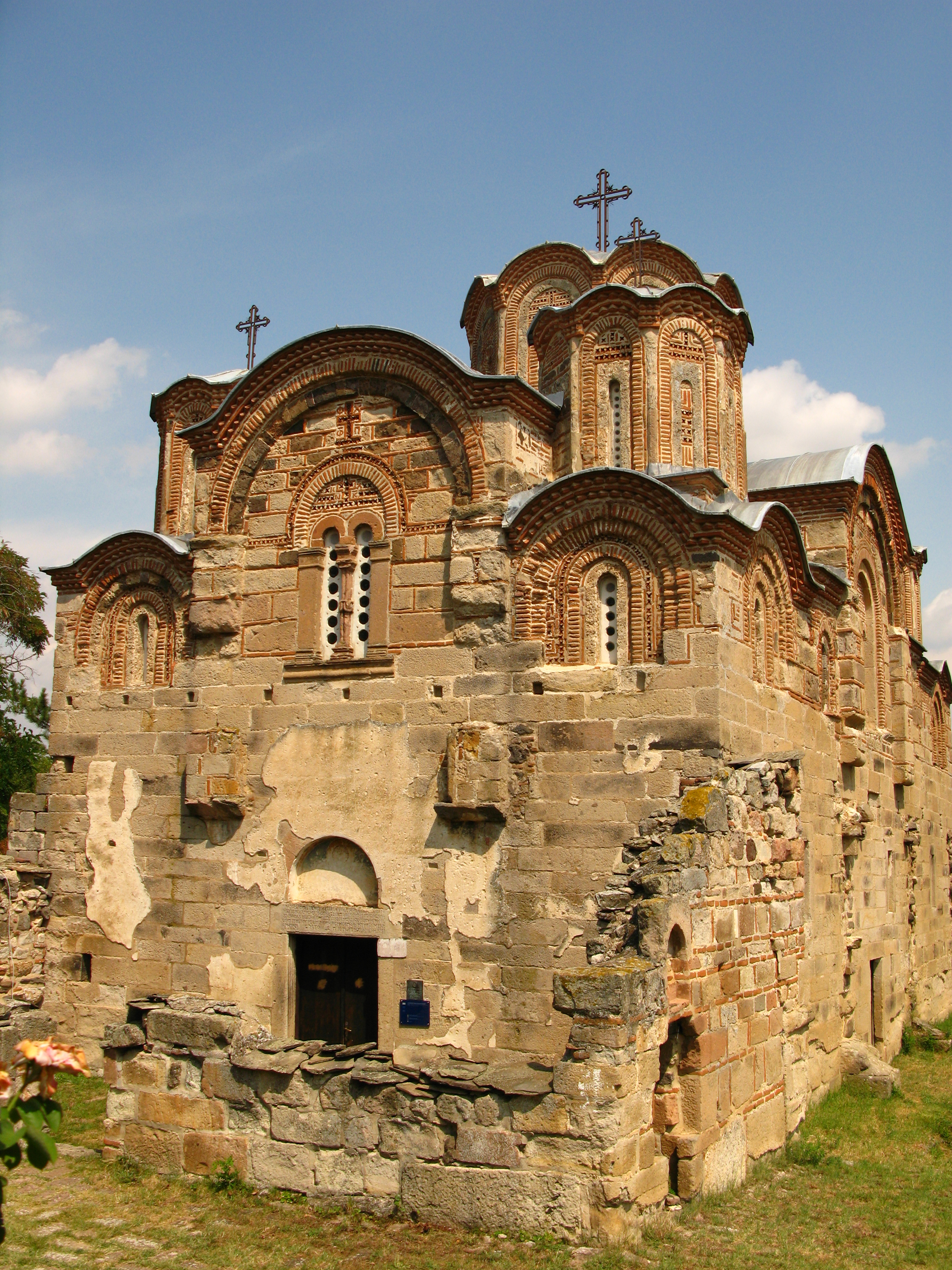
스타로나고리차네 성 게오르기 교회

스타로나고리차네(마케도니아어: Старо Нагоричане)는 마케도니아 공화국 북부에 위치한 도시로 인구는 555명(2002년 기준)이다. 비잔티움 제국 시대였던 1071년에 성 게오르기 교회가 이 곳에 지어졌다. 이 교회는 1313년부터 1318년까지 세르비아의 군주였던 스테판 우로시 2세 밀루틴(Stefan Uroš II Milutin)에 의해 재건되었다.

시기
시 문장